# Dudweiler
Dudweiler – dzielnica niemieckiego miasta Saarbrücken położona w jego północnej części, dawna wieś, a w latach 1962–1974 osobne miasto. W 2020 roku liczyła 19 335 mieszkańców.

## Historia
W okresie rzymskim znajdowała się tu wiejska willa (villa rustica). W okresie frankijskim tereny te przeszły na chrześcijanstwo. Pierwsza wzmianka o miejscowości Dudweiler pochodzi z dokumentu z 11 maja 977 roku, w którym to cesarz Otton II przekazał kaplicę w Duodonisvillare klasztorowi św. Piotra w Metzu. Kolejna wzmianka o tej świątyni pochodzi z 993 roku. 
W 1200 Dudweiler przeszło w ręce Folmara Abegheisa, a w 1316 miejscowość należała do rycerza Reinera Rodeborna. Najpóźniej w XIV wieku wzniesiono tu murowany kościół, a w 1332 wzmiankowana jest odrębna parafia. W 1460 miejscowość zaatakowały wojska palatyna Ludwika I Czarnego. W 1544 Dudweiler zamieszkiwało około 150 mieszkańców. W 1575 graf Filip III z Nassau-Saarbrücken wprowadził tu reformację. W 1627, podczas wojny trzydziestoletniej, wieś została zniszczona przez wojska cesarskie, a w 1635 najechały ją wojska Matthiasa Gallasa. Populacja Dudweiler spadła wówczas do zaledwie czterech osób.
W 1668 w miejscowej kopalni węgla doszło do samozapłonu tegoż surowca; węgiel tli się do dziś, a miejsce to, znane jako Brennender Berg, chronione jest jako pomnik przyrody. W latach 1673–1697 miejscowość okupowały wojska francuskie. W 1741 wybudowano drogę do Saarbrücken przez dolinę rzeki Sulzbach. W 1745 Dudweiler zamieszkiwało 26 rodzin luterańskich, 7 rodzin katolickich i 3 rodziny kalwińskie, zatem populacja wsi wynosiła około 300–350 osób. W 1762 wzniesiono tu dworek książęcy, prawdopodobnie wg projektu Friedricha Joachima Stengela. W czerwcu 1770 roku miejscowość odwiedził Johann Wolfgang von Goethe, goszcząc w kopalni węgla i podziwiając Brennender Berg. W latach 1792–1815 z przerwami miejscowość okupowali Francuzi. 
W 1818 Dudweiler liczył 2124 mieszkańców. 16 października 1852 otwarto linię kolejową Saarbrücken–Dudweiler–Neunkirchen. W 1859 mieszkało tutaj 3661 osób. W 1870, podczas francusko–pruskiej bitwy pod Spicheren, w Dudweiler funkcjonował szpital polowy założony przez katolickiego proboszcza. W 1900 Dudweiler zamieszkiwało już 16 320 osób.
Podczas II wojny światowej 4299 mieszkańców zostało ewakuowanych, a miejscowość została częściowo zniszczona przez bombardowania. 20 marca 1945 Dudweiler zajęły wojska amerykańskie, a następnego dnia rozwiązano lokalną nazistowską administrację. 1 lipca 1945 nowym burmistrzem miasta mianowano komunistycznego polityka Augusta Heya, który nieco ponad miesiąc wcześniej wrócił do Dudweiler po kilku latach spędzonych w więzieniu i obozie w Dachau. 10 lipca 1945 kontrolę nad miastem przejmują Francuzi. Z powodu sprzeciwu Heya wobec zmian gospodarczych i politycznych w powojennych Niemczech w kwietniu 1946 został on odsunięty od władzy, a po roku wydalony z Saary. W wyborach do rady gminy z 15 września 1946 zwyciężyła Chrześcijańska Partia Ludowa Saary, uzyskując 14 z 27 miejsc i niespodziewanie pokonując Komunistyczną Partię Saary. 
W 1947 tereny te włączono w skład Protektoratu Saary. W 1951 gminę zamieszkiwało 27 837 osób, przy czym sama miejscowość Dudweiler liczyła 21 551 mieszkańców. 1 stycznia 1957 Dudweiler wraz z całym Protektoratem Saary stało się częścią Republiki Federalnej Niemiec. 27 stycznia 1957 miejscowość odwiedził prezydent Niemiec Theodor Heuss. 29 sierpnia 1957 nad Dudweiler miało miejsce zderzenie dwóch kanadyjskich myśliwców F-86. 12 września 1962 miejscowość decyzją Ministerstwa Spraw Wewnętrznych uzyskała prawa miejskie. W 1963 kilka domów mieszkalnych musiało zostać rozebranych z powodu szkód górniczych. 20 czerwca 1965 na miejskim rynku przemówienie wygłosił kanclerz Ludwig Erhard, a 30 maja 1970 miasto odwiedził kanclerz Willy Brandt. 
14 maja 1972 miało miejsce referendum w sprawie włączenia Dudweiler w granice Saarbrücken, w którym 96,2% uczestników sprzeciwiło się takiej decyzji; mimo to 1 stycznia 1974 gmina została przyłączona do Saarbrücken jako dzielnica wskutek reformy administracyjnej. W 1981 Dudweiler zamieszkiwało około 34 tysięce mieszkańców. W 1990 roku, mimo protestów, zamknięta została kopalnia węgla kamiennego Camphausen, a w 2002 roku upadła odlewnia żelaza Wilhelma Schuldego.

## Zabytki
- średniowieczna wieża kościoła ewangelickiego, rozebranego w 1908 roku,
- katolicki Wniebowzięcia Najświętszej Maryi Panny(inne języki) z lat 1864–1866, w stylu neogotyckim,
- ratusz z 1875 roku, rozbudowany w 1907,
- ewangelicki kościół Chrystusa(inne języki) z lat 1881–1882, w stylu neogotyckim,
- pomnik poległych w I wojnie światowej z 1926 roku.

## Urodzeni w Dudweiler
- Liesbet Dill(inne języki) (1877–1962) – niemiecka pisarka[5]
- Arthur Schmitt (1910–1989) – gimnastyk, uczestnik Letnich Igrzysk Olimpijskich 1952[7]
- Ingrid Peters (ur. 1954) – niemiecka piosenkarka i prezenterka telewizyjna
- Christian Hohenadel (ur. 1976) – niemiecki kierowca wyścigowy